# Karel van Dijck
Karel van Dijck (Den Haag, 9 december 1927 - 30 juni 1995) is een Nederlands componist en dirigent.

## Levensloop
Van Dijck volgde zijn opleiding aan het Koninklijk Conservatorium te Den Haag, waar hij in 1951 cum laude zijn diploma klarinet behaalde. Later in 1958 studeerde hij ook HaFa-directie bij Rocus van Yperen en diplomeerde in 1962. 
Hij werd solo klarinettist bij de Marinierskapel der Koninklijke Marine te Rotterdam. Als dirigent was hij werkzaam bij de "Marine Luchtvaartdienst Kapel"op vliegveld Valkenburg bij Katwijk van ...... tot 1964 en deMilitaire Kapel van Suriname in Paramaribo, waar hij sinds 1964 dirigeerde. Na zijn verblijf in Suriname werd hij voor korte tijd tweede dirigent van de Koninklijke Militaire Kapel, Den Haag. Daarna kreeg hij de muzikale leiding van Het fanfarekorps der Genie te Vught aangedragen. Later werd hij ook dirigent van de Heineken-fanfare in 's-Hertogenbosch. Hij heeft ook het orkest "Honsels Harmonie" in Honselersdijk gedirigeerd en "Harmonie Phileutonia"in Eindhoven. In de laatstgenoemde plaats gaf hij in de jaren 60 ook les aan de muziekschool.
Als componist schreef hij uitsluitend voor harmonie- en fanfareorkesten, op een Swinging fuga  (1965) voor radio-orkest De Zaaiers na.

## Composities

### Werken voor harmonieorkest
- 1962 Drie Inventionen (Première tijdens het Holland-Festival 1962 in het Kurhuis in Scheveningen)
- 1962 Koraal-Fantasie
- 1963 Faja Lobbi (Fantasie Lyrique)
- 1964 Introductie en Rondo
- 1966 Suite Antiqua
  1. Menuet
  2. Air
  3. Passepied
- 1969 Partita Capriccioso
- 1970 Fuga en Blues
- 1970 Fantasie Simplice
- 1972 Rondo Festivo
- Artillerie Lied